# Artematopodidae
Artematopodidae jsou čeleď brouků z nadčeledi Elateroidea.